# Осінь народів
«Осінь наро́дів» (також відоме як Падіння комунізму) — визначення процесу повалення комуністичних режимів у Центральній та Східній Європі, кульмінація якого припала на осінь 1989 року. Вживається за аналогією з «весною народів» — революційними подіями у Європі 1848—1849 років.
Найперші зареєстровані протести під час революцій 1989 почалися в Казахстані, який тоді був частиною Радянського Союзу, у 1986 зі студентських демонстрацій, і останній етап революцій завершився в 1996, коли Україна скасувала радянську політичну систему правління, ухваливши нову конституцію, яка замінила конституцію радянських часів.

## Історія
У 1989—1991 роках під впливом масових суспільних протестів комуністичні партії в Польщі, Угорщині, Німецькій Демократичній Республіці, Чехословаччині, Болгарії, Албанії та Югославії розпочали переговори з опозицією, яка на той момент перебувала в нелегальних умовах. Внаслідок переговорів комуністичні режими відмовились від диктаторського уряду на користь багатопартійної системи.
В більшості колишніх соціалістичних країн зміна влади відбувалася мирним шляхом. Режим Чаушеску в Румунії був повалений збройним повстанням 1989 року, спроби розділити Югославію вилились у тривалу війну.

### Польща

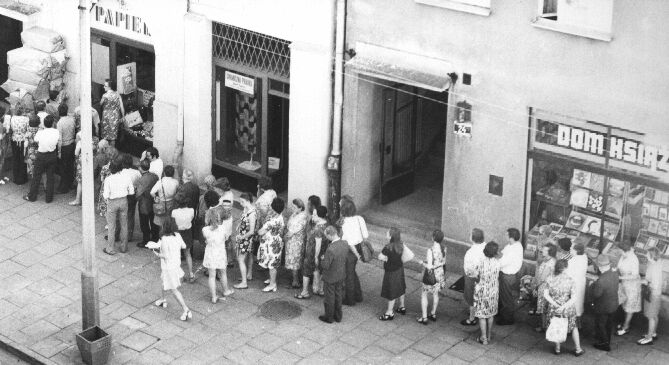
Люди стоять у черзі, щоб увійти до магазину, типовий вигляд у Польщі 1980-х

Однією з перших східноєвропейських країн, що стали на шлях змін, стала Польща. В умовах погіршення економічної та політичної ситуації в країні, сплеску страйкової хвилі керівництво ПОРП наважується скликати "круглий стіл", тобто розпочати переговори з опозицією щодо шляхів подальшого перетворення країни. У вересні 1988 року уряд ПНР очолив Мечислав Раковський, прихильник проведення демократичних реформ. Склад уряду було значно оновлено.
З 6 лютого по 5 квітня 1989 року у Варшаві пройшли засідання «круглого столу», в якому взяли участь представники влади і опозиції, перш за все — «Солідарності». Була досягнута домовленість про реформу політичної системи, профспілковий плюралізм, проведення демократичних виборів в органи влади, запровадження територіального самоврядування, запровадження ринкових відносин і конкуренції. Передбачалося скасувати Державну раду ПНР і відновити інститут президентства, а також Сенат. Відповідні зміни до Конституції були внесені рішенням Сейму від 7 квітня 1989 року.
У червні 1989 року на виборах в Сейм і Сенат опозиція досягла значних успіхів: її представники отримали 161 місце з 460 в Сеймі (за квотою) і 99 зі 100 в Сенаті (в результаті вільних виборів). Президента тоді обирали Національні збори (пол. Zgromadzenie Narodowe), і з перевагою в 1 голос ним був обраний Войцех Ярузельський.
Головою уряду передбачалося призначити міністра внутрішніх справ Чеслава Кіщака, і його у липні 1989 року висунули на посаду прем'єр-міністра, але той не зумів утворити уряд через недостатню кількість голосів. В підсумку уряд вдалося сформувати видатному діячеві «Солідарності» Тадеушу Мазовецькому.
Поразка ПОРП сприяла подальшому розпаду цієї партії. 29 грудня 1989 року країна стала знову називатися Республіка Польща (пол. Rzeczpospolita Polska). 27 січня 1990 року, на XI з'їзді ПОРП, було прийнято рішення про саморозпуск партії. Польська Народна Республіка припинила своє існування.

### Угорщина
Мирно, без бурхливих політичних потрясінь, відбувся демонтаж колишньої системи в Угорщині. На момент переходу в Угорщині вже накопичилися зміни, які неминуче вели до зміни існуючого ладу. Після відставки Яноша Кадара у травні 1988 року, генеральним секретарем ЦК УСРП був обраний центрист Карой Ґрос. Комуністична партія погодилася на запровадження нової конституції, за якою повинна бути створена багатопартійна парламентська система. У січні-лютому 1989 року угорський парламент прийняв закони про багатопартійність, плюралізм профспілок, скасування цензури і свободу зборів. Відродилися довоєнні Партія дрібних сільських господарів та Соціал-демократична партія, і утворилися нові: Союз вільних демократів та Християнсько-демократична народна партія.
У березні 1989 року відбулися тристоронні переговори між УСРП, дев'ятьма опозиційними партіями і шістьма громадськими організаціями про створення передумов мирного переходу до парламентської демократії. Радянські війська почали залишати Угорщину, але формальної угоди про виведення військ так і не було досягнуто. 16 червня, в день страти Надя, Малетера і Гімеша, їх останки, а також тіла загиблого при придушенні повстання 1956 року полковника Йожефа Сіладі, який помер під слідством міністра Гези Лошонці, були урочисто перепоховані в будапештському сквері Героїв. Того ж дня прем'єр-міністр УНР Міклош Немет розпорядився відкрити кордон з Австрією і зняти на ньому 218-кілометрове загородження із колючого дроту. 27 червня 1989 року австрійський міністр закордонних справ Алоїс Мок та його угорський колега Дьюла Горн розрізали прикордонну огорожу, щоб підкреслити ліквідацію захисних споруд, розпочату Угорщиною ще 2 травня. 19 серпня 1989 року, неподалік від міста Шопрон, сталося символічне відкриття кордону на 3 години. 11 вересня Угорщина повністю відкрила свої кордони для громадян НДР.
6-9 жовтня 1989 року в Будапешті пройшов "з'їзд 89" УСРП. Партія прибрала зі своєї назви слово "робітнича", прийняла соціал-демократичну програму і оголосила про припинення діяльності первинних організацій на підприємствах та в установах. 7 жовтня представники Союзу реформ і Народно-демократичної платформи УСРП, обмовившись між собою, сформували президію УСП з 25 осіб на чолі з Режьо Ньєршем, відправивши Кароя Ґроса у відставку. У лютому 1990 року УСП ініціювала проведення "круглого столу" з іншими партіями за польським зразком.
Ще в жовтні 1989 року угорський парламент схвалив багатопартійні парламентські вибори та прямі вибори президента. 23 жовтня країна була перетворена з Угорської Народної Республіки в Угорську Республіку. У березні 1990 року відбулися перші вільні демократичні вибори, перемогу на яких здобули праві сили на чолі з Угорським демократичним форумом. Угорська соціалістична партія (УСП) мирно поступилася владою некомуністичним силам.

### НДР

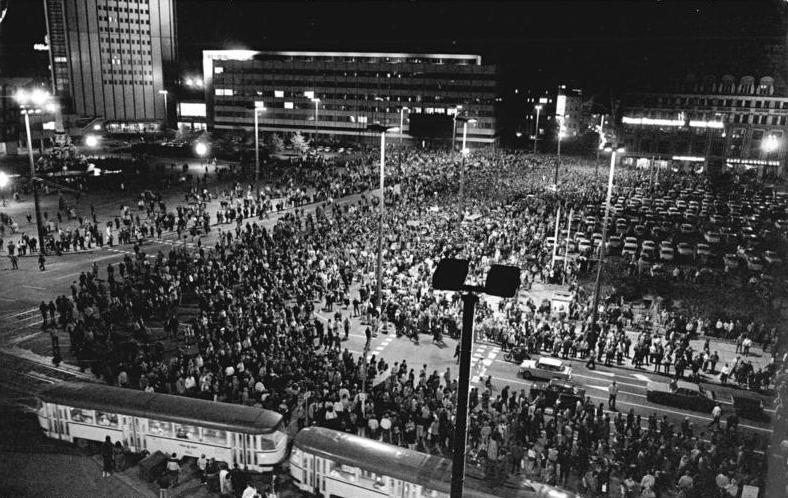
проти уряду в Лейпцигу 16 жовтня 1989

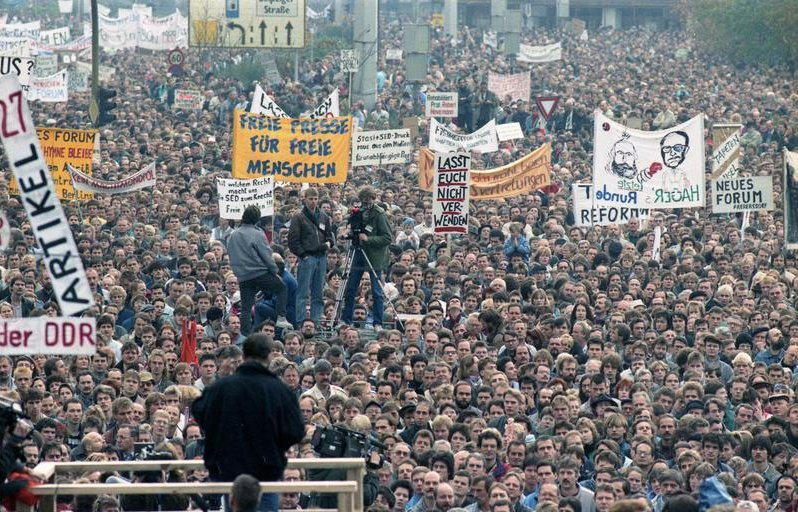
Маніфестація в Берліні – 4 листопада 1989

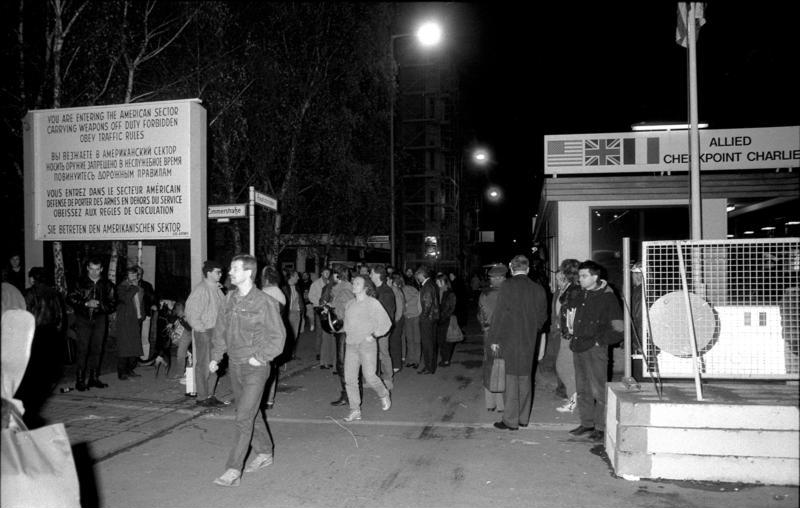
Громадяни НДР перетинають кордон через Чекпойнт Чарлі, 10 листопада 1989

До кінця 80-х років соціально-економічне становище в НДР погіршилось. В країні назрівала глибока політична криза і виникла революційна ситуація. Вихід міг бути знайдений тільки через зміну влади.
Безпосередньою причиною дестабілізації стала проблема біженців, викликана відкриттям для останніх угорського кордону. Рішення про це Угорщина прийняла 24 серпня 1989 року в результаті контактів між федеральним канцлером ФРН Гельмутом Колем, прем’єр-міністром та міністром закордонних справ УНР. До кінця вересня близько 25 тис. німців пройшли через цей «пролом» до Австрії, а через неї до ФРН. В Празі та Варшаві тисячі громадян НДР вичікували на території посольств ФРН, поки Бонн не добився для них права на виїзд. 4 жовтня 1989 року поїзди з опечатаними вагонами привезли на Захід понад 7 тис. біженців.
Масовий виїзд з НДР влітку 1989 року став каталізатором руху протесту. В Лейпцигу щопонеділка стали відбуватися масові демонстрації за участі декількох тисяч, а потім десятків тисяч чоловік. «Понеділкові демонстрації» стали продовженням традиції колективних молитов про мир, які проводилися з початку 1980-х років в церкві св. Миколая групою учасників пацифістського руху. Антивоєнні гасла все більше доповнювались політичними, перш за все вимогами свободи виїзду. Органи держбезпеки, виявившись не в змозі перешкодити проведенню демонстрацій, намагались розігнати їх силою, проводили масові арешти, але це тільки ще більше нагнітало обстановку.
Внутрішньополітична ситуація загострилась у зв’язку із святкуванням 40-річчя утворення НДР, яке за рішенням СЄПН проводилось із великим розмахом. 7 жовтня 1989 року Михайло Горбачов виступив у берлінському Палаці Республіки зі своєю знаменитою промовою, де він попереджав керівництво НДР, що «життя його покарає, якщо воно запізнюватиметься». Було пущено слух, ніби Горбачов заявив керівництву НДР, що радянські війська виступлять не на його боці. Керівництво НДР, надане саме собі, розділилося. Еріх Гонеккер, щойно оправившись від серйозної операції, виступив за застосування силових методів.
В цей та у наступні два дні, 8 та 9 жовтня, в Берліні, Лейпцигу, Дрездені та в інших містах республіки на вулиці вийшли десятки тисяч людей, які вимагали реформ під гаслом «оновлення соціалізму». Намагаючись переламати хід подій на свою користь, керівництво країни наказало розігнати демонстрації, а в Лейпцигу було віддано усний наказ відкривати вогонь по демонстрантах. Тільки з допомогою сили демонстрації було розігнано, понад три тисячі чоловік заарештовано. Однак час було згаяно, і політичному та партійному керівництву країни вже не вдалося взяти під контроль перебіг подій. Вони набувають незворотного характеру. Намагаючись знову оволодіти ситуацією, частина керівництва НДР погодилась обговорити вимоги демонстрантів, але моховик оксамитової революції вже був запущений, ці поступки вже не задовольняли опозиціонерів. Намагаючись хоч якось втриматися при владі, партійні функціонери СЄПН пішли на кардинальний крок, який ще донедавна вважався неможливим. 17 жовтня 1989 року рішенням Політбюро ЦК СЄПН Еріх Гонеккер був знятий з посади генерального секретаря. Його наступником став Еґон Кренц.
Однак політичні маневри нового керівництва не мали успіху, оскільки у здатність СЄПН до проведення демократичних реформ вже мало хто вірив. Крім того, рух протесту набув власної логіки розвитку. Після десятиліть політичної безмовності прийшло усвідомлення значущості та сили суспільного руху «Ми — народ!». В Лейпцигу, Дрездені та інших містах відбувалися масові демонстрації з вимогою демократизації. 23 жовтня 1989 року в Лейпцигу на вулиці вийшли 300 тис. чоловік, а 4 листопада на Александерплац у Східному Берліні — близько 1 млн. Одночасно зростало число тих, хто тікав на Захід через інші країни східного блоку. Протягом п’яти днів майже 50 тис. східних німців залишили НДР через ЧССР. Це вже не мало практичного сенсу і була частиною вистави «оксамитової революції».
7 листопада 1989 року Рада міністрів на чолі з прем’єр-міністром Віллі Штофом подала у відставку. Уряд очолив секретар Дрезденського окружного комітету СЄПН Ханс Модров. Нове керівництво намагалося стабілізувати ситуацію, пішовши назустріч деяким вимогам демонстрантів: було надано право на вільний виїзд з країни та проголошено вільні вибори.
Ще в червні 1987 року Президент США Рональд Рейган, висловивши промову біля Бранденбурзьких воріт на честь 750-річчя Берліна, закликав Генерального секретаря ЦК КПРС Михайла Горбачова знести Стіну, символізуючи тим самим прагнення радянського керівництва до змін. Довжина стіни, яка розділяла місто, була 45 км + 120 км навколо Західного Берліна, яка відокремлювала його від решти території НДР. Зі східного боку до стіни підходила «мертва зона» шириною 500 м, де знаходились будинки, зруйновані в роки Другої світової війни. Із західного боку люди підходили до стіни, малювали на ній карикатури і писали заклики до миру.
9 листопада 1989 року оголошується про зведення до мінімуму формальностей, пов’язаних з оформленням віз до ФРН. На черговій прес-конференції, яка транслювалась по телебаченню, член Політбюро ЦК СЄПН Гюнтер Шабовськи оголосив нові правила в'їзду та виїзду з країни. Сотні тисяч східних німців, не чекаючи призначеного терміну, ринулися ввечері 9 листопада до кордону. Прикордонники, не отримавши наказів, намагалися спершу відтіснити натовп, використовували водомети, але потім, поступаючись масовій тисняві, змушені були відкрити кордон. З боку Західного та Східного Берліна почалось стихійне падіння ненависної стіни. Тієї ночі, яка отримала назву «ночі зустрічей», на вулицях та площах Західного Берліна святкували сотні тисяч людей з обох частин міста.
Керівництво СЄПН не передбачало, які наслідки матиме лібералізація правил виїзду. Протягом двох тижнів Західний Берлін відвідало понад 13 млн східних німців, порівняння умов життя стало для них справжнім шоком. 22 грудня було відкрито перехід через Бранденбурзькі ворота, який став символом єднання народу.
У грудні 1989 року Кренц, пробувши на посаді голови партії 46 днів, пішов у відставку. На з'їзді в січні 1990 року СЄПН було перейменовано у Партію демократичного соціалізму (ПДС). Головою партії став Грегор Гізі, юрист, який захищав за Гонеккера східнонімецьких дисидентів. На виборах в березні 1990 року перемогу здобув блок партій, що виступали в союзі з західнонімецьким Християнським демократичним союзом (ХДС). Уряд «великої коаліції» очолив Лотар де Мезьєр. Дорога до об'єднання Німеччини була відкрита, але питання вимагало й міжнародного врегулювання.
Визначення міжнародно-правової формули об’єднання Німеччини стало предметом переговорів у форматі «2+4» (ФРН, НДР і чотири держави-переможниці: СРСР, США, Велика Британія, Франція) — «для обговорення зовнішніх аспектів досягнення німецької єдності, включаючи питання безпеки сусідніх держав». Початок було покладено 13 лютого 1990 року в Оттаві під час першої та єдиної конференції міністрів закордонних справ держав НАТО та ОВД. Після попередньої роботи експертів 5 травня 1990 року в Бонні пройшла перша зустріч міністрів закордонних справ шести країн, потім відбулися ще три раунди переговорів. Наступні зустрічі пройшли 22 червня у Берліні, 17 липня в Парижі (за участю міністра закордонних справ Польщі) і востаннє, 12 вересня, у Москві. Незважаючи на стриману позицію британського і французького керівництва, їх учасники підтвердили право німецького народу на самовизначення. 
Паралельно проходили зустрічі міністрів закордонних справ ФРН та Польщі за посередництва Франції, щоб остаточно врегулювати питання про німецько-польський кордон. 8 березня 1990 року бундестаг прийняв резолюцію про визнання непорушності польського західного кордону по лінії річок Одер–Нейсе. 21 червня парламенти ФРН та НДР прийняли одночасно резолюції, в яких від імені майбутньої об’єднаної Німеччини заявили про підписання договору з Польщею. 1 липня 1990 року набув чинності «Договір про створення економічного, валютного і соціального союзу», відповідно до якого західнонімецька марка стала єдиним засобом платежів, а економічна та соціальна ФРН була фактично розповсюджена на НДР.
На тлі загострення внутрішньополітичного становища в НДР, 22 серпня Народна палата схвалила Договір про підготовку і проведення перших загальнонімецьких виборів до Бундестагу. І тут же в ніч на 23 серпня вона, не чекаючи підписання Договору про єдність Німеччини, прийняла заяву про входження республіки до складу ФРН 3 жовтня на платформі західнонімецької конституції. Парламенту ФРН не залишалося іншого вибору, як послідувати прикладу парламенту східної Німеччини.
31 серпня 1990 року відбувся урочистий акт підписання другого Державного договору між ФРН і НДР, який визначив механізм входження Німецької Демократичної Республіки до Федеративної Республіки Німеччини. У договорі йшлося про утворення з 3 жовтня на території колишньої НДР п'яти нових земель — Бранденбургу, Мекленбургу-Передньої Померанії, Саксонії, Саксонії-Ангальт і Тюрінгії. Також зазначалося, що столицею єдиної держави буде Берлін, а 3 жовтня проголошувалося національним святом. В деталях регулювалися практично всі внутрішньополітичні, економічні, правові та адміністративно-технічні питання об'єднання Німеччини.
12 вересня 1990 року в Москві міністри закордонних справ шести держав підписали Договір «2+4» про остаточне врегулювання щодо Німеччини. Хоча початковий задум полягав у реалізації формули «4+2», тобто СРСР, США, Велика Британія і Франція мали провести переговори з двома німецькими державами та укласти договір.
Договір «2+4» чітко визначив статус об’єднаної німецької держави, її територію, кордони, права і відповідальність. У Європі не створювалася нова держава, але розширювалася Федеративна Республіка Німеччина, яка існувала з 1949 року. Зовнішні кордони об'єднаної Німеччини були проголошені остаточними, що було закріплено у відповідних документах, підписаних ФРН із Польщею та Чехією. Німеччина зобов'язалася не висувати жодних територіальних претензій до інших держав, оголосила, що з її території буде виходити тільки мир. Важливе значення мала відмова Німеччини від виробництва, володіння, розповсюдження та розпорядження ядерною, хімічною та біологічною зброєю. Обумовлювалося, що чисельність Бундесверу до 1994 року буде скорочена до 370 тисяч військовослужбовців, що й було зроблено. 
1 жовтня 1990 року в Нью-Йорку міністри закордонних справ шести держав підписали ще один документ — Протокол про припинення чинності чотиристоронніх прав і обов’язків стосовно Берліна і Німеччини в цілому. Цей документ — про закінчення прав окупаційного часу держав-переможниць — змінив зовнішньополітичне становище об’єднаної Німеччини: вона нарешті повністю відновила свій суверенітет і сама могла визначати свої зовнішньополітичні орієнтири.
3 жовтня 1990 року, опівночі за центральноєвропейським часом, набув чинності Договір про об’єднання, п’ять нових східнонімецьких земель увійшли до складу ФРН. Німецька Демократична Республіка припинила своє існування. Ця ніч стала найдовшою у повоєнній німецькій історії — з феєрверками, дзвонами та народними гуляннями. Віднині 3 жовтня — національне свято ФРН, День німецької єдності.

### Чехословаччина

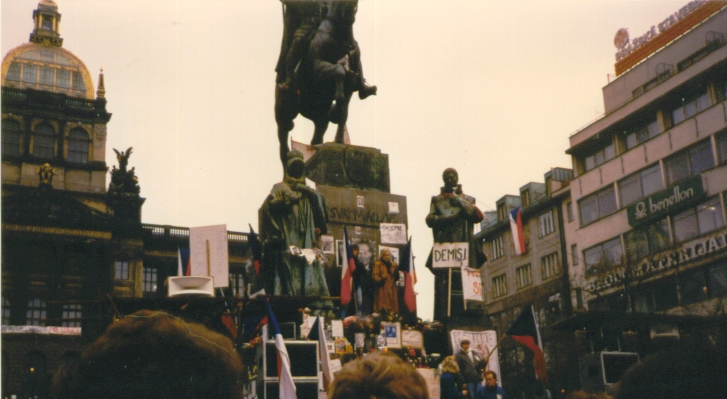
Протести під пам'ятником на Вацлавській площі в Празі

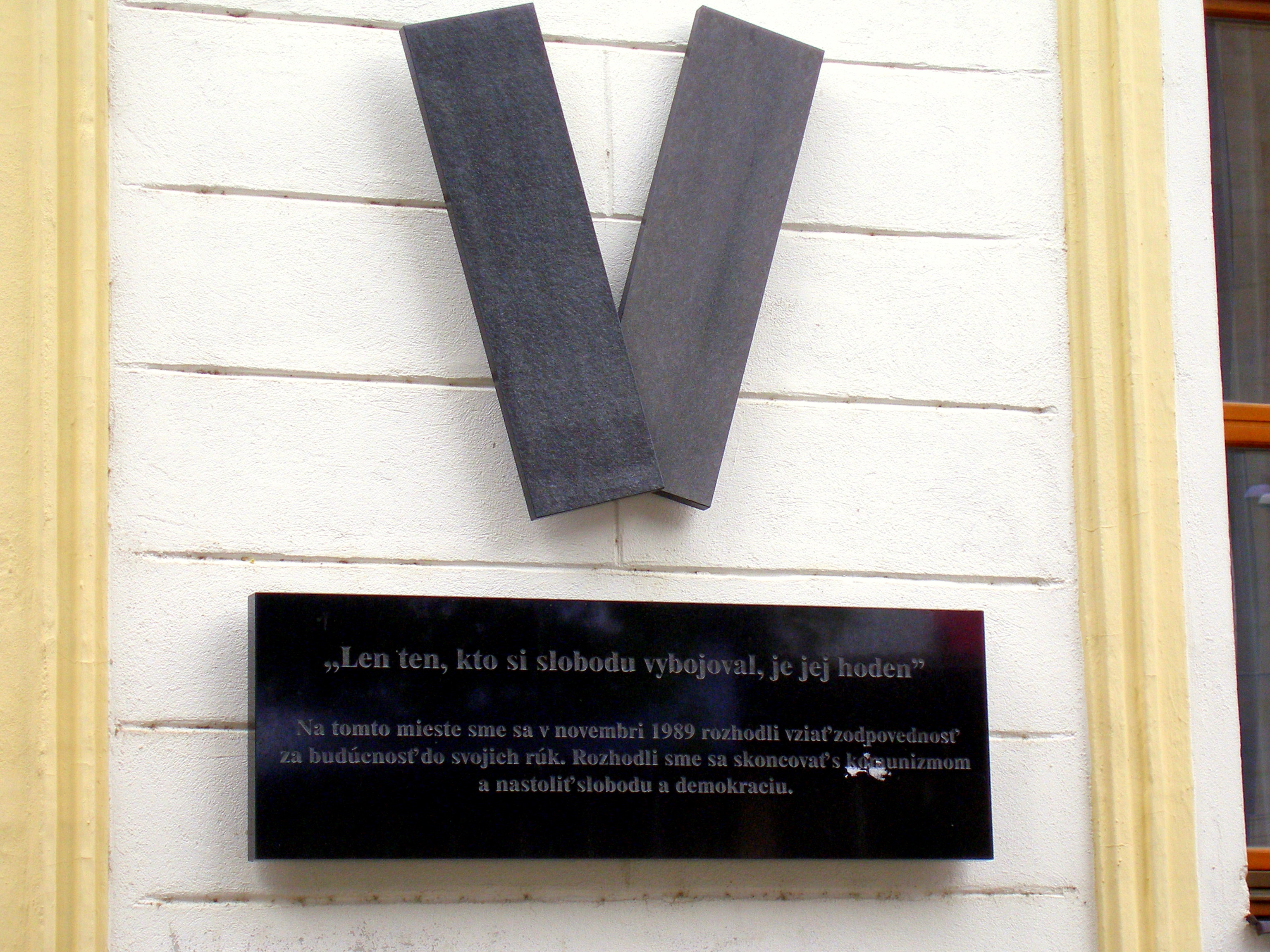
Меморіал Оксамитової революції в Братиславі, Словаччина

З січня по вересень 1989 року в Празі відбувалися численні демонстрації протесту. Всі вони були придушені поліцією, а лідери дисидентів періодично піддавалися арештам. Студентська демонстрація 17 листопада 1989 року, в день 50-ї річниці студентських виступів проти нацистів, призвела до побиття і винесення смертних вироків, закриття всіх чеських вузів, проявів грубості та жорстокості з боку влади. У наступні дні студенти університету та представники художньої інтелігенції розпочали страйк. 20 листопада був створений союз всіх опозиційних сил країни, який отримав в чеських землях назву Громадянський форум (ГФ), а в Словаччині — Громадськість проти насильства (ГПН), під керівництвом драматурга і правозахисника Вацлава Гавела, учасника руху «Хартія 77», який неодноразово піддавався арештам. Поступове наростання і поширення протесту досягло кульмінації 25 листопада 1989 року, коли на мітинг в Празі зібралося 750 тис. осіб, а загальний страйк протесту 27 листопада охопив усю країну.
В результаті цих подій найбільш одіозні партійні лідери та міністри в уряді подали у відставку, і було сформовано новий коаліційний уряд. Наприкінці листопада було скасовано зафіксоване в конституції положення про «керівну» роль КПЧ, а 10 грудня президент Густав Гусак подав у відставку.
28-29 грудня 1989 року Федеральні збори, що стали представницьким органом після відставки багатьох комуністів і кооптації до його складу членів ГФ та ГПН, обрали Вацлава Гавела президентом Чехословаччини, а Александра Дубчека — своїм головою. Нове керівництво Чехословаччини прийняло курс на затвердження політичного плюралізму та ринкової економіки.
20 квітня 1990 року Федеральні збори з поваги до національних почуттів словаків змінили офіційну назву Чехословаччини, яка стала називатися Чеською і Словацькою Федеративною Республікою. Опівночі 31 грудня 1992 року ЧСФР офіційно припинила своє існування, а її державами-наступниками з 1 січня 1993 року стали Чехія та Словаччина.

### Болгарія
Менш радикально відбувалися зміни в Болгарії. Тут також назрівала соціально-економічна криза, ускладнена національною проблемою тюркомовного населення, по відношенню до якого влада проводила асиміляторську політику у 80-х роках. Результатом обмеження прав мусульманського населення стали потужні маніфестації в травні 1989 року, а влітку з Болгарії до Туреччини вирушив потужний потік біженців. Більшість із них не знаходили притулку на чужині і були змушені повертатися назад.
Тим часом назрівала криза в болгарському керівництві. Більшість членів ЦК БКП були незадоволені політикою Тодора Живкова та його авторитарним стилем управління. 10 листопада 1989 року на пленумі ЦК БКП він був відсторонений від посади генерального секретаря і пішов у відставку з посади президента. Замість нього на цій посаді був затверджений Петро Младенов. Під впливом листопадових маніфестацій в Софії в грудні цього ж року пленум ЦК БКП приймає рішення про реформу економіки і суспільства в руслі демократизації, запровадження ринкової економіки, побудову правової держави. З конституції були вилучені статті про керівну роль БКП, почалося формування багатопартійної системи. Помітну роль у політичному житті країни став грати опозиційний Союз демократичних сил (СДС), що складався з декількох партій та рухів. У лютому 1990 року на XIX позачерговому з'їзді БКП було прийнято рішення про перетворення БКП на Болгарську соціалістичну партію. В ідейному плані вона проголосила свою прихильність демократичному соціалізму, політичному плюралізму, парламентській демократії, в області економіки нею було запропоновано формування соціально-орієнтованої економіки. У червні 1990 року відбулися перші вільні вибори до Великих народних зборів, які принесли перемогу соціалістам. Великі народні збори були уповноважені прийняти нову конституцію. Вони розпочали роботу 10 липня 1990 року, через чотири дні після відставки голови держради Младенова, який за Живкова обіймав посаду міністра закордонних справ. 1 серпня 1990 року президентом Болгарії був обраний лідер СДС Желю Желев. У листопаді цього ж року у відповідь на масові демонстрації і чотириденний загальний страйк уряд Андрія Луканова пішов у відставку. 15 листопада 1990 року Народна Республіка Болгарія припинила своє існування, перетворившись на Республіку Болгарія.

### Румунія
Єдиним порушенням ненасильницького стилю оксамитових революцій стала заміна влади в Румунії. 17 листопада 1989 року віруючі міста Тімішоара, розташованого в зоні компактного проживання угорців в Румунії, зібралися біля будинку священика-протестанта Ласло Тьокеша, який вів активну антикомуністичну пропаганду і виступав з різкою критикою режиму. Він був підданий домашньому арешту, а потім влада спробувала вислати його з міста. 15 грудня в Тімішоарі пройшла демонстрація протесту проти депортації Тьокеша і з вимогою відставки Ніколає Чаушеску, яку розігнали водометами. Наступного дня були викликані війська і проведені репресії. Їх образ роздувався у масовій свідомості — ходили чутки, ніби знахабнілих демонстрантів розстрілювали з гелікоптерів.
За кордоном біля румунських посольств пройшли демонстрації протесту проти «жорстокостей Чаушеску». 17 грудня Чаушеску скликав Політбюро у зв'язку із заворушеннями в Тімішоарі — впоратися з ними не вдалося за цілий місяць. Тим не менш він не скасував візит до Ірану і відбув туди 18 грудня, однак 20 грудня перервав візит і повернувся до Бухареста, де того ж дня виступив по радіо і телебаченню. Він заявив, що «дії хуліганських елементів в Тімішоарі були організовані та розпочаті за підтримки імперіалістичних кіл та шпигунських служб різних зарубіжних держав з метою дестабілізації ситуації в країні, знищення незалежності та суверенітету Румунії».
21 грудня за вказівкою Чаушеску в Бухаресті був скликаний мітинг. З балкону будівлі ЦК партії він розпочав свою промову, але прямо в натовпі пролунав вибух, що викликало паніку серед маніфестантів. На кілька хвилин телетрансляція була перервана, а коли відновилась, обстановка на площі вже змінилася. Звідусіль чулися крики «Геть тирана!», «Геть комунізм!». До вечора на Палацовій площі з'явилися танки, було чутно стрілянину.
У масових демонстраціях в Бухаресті брала участь головним чином молодь. Офіційне радіо оголосило про самогубство міністра оборони Василе Міля, але надалі стали говорити про те, що його стратили за відмову стріляти в народ. Це послужило приводом для переходу армії на бік повсталих. Був утворений Фронт національного порятунку, який очолив Йон Ілієску, один з опальних лідерів румунської компартії. Фронт оголосив про взяття влади в свої руки. Вдень 22 грудня подружжя Чаушеску втекло з Бухареста.
Звістки про те, що реально відбувалося в Бухаресті, суперечливі. У пресі стверджувалося, що снайпери, які засіли на дахах і балконах, вбивали всіх, хто потрапляв у приціл. Вони нібито з'являлися в місцях дислокації сил опозиції та армійських частин, відкривали вогонь, провокували перестрілки. Ці дії приписали агентам Секурітате, які нібито боролися за поваленого диктатора. Вже тоді ці повідомлення здавалися неправдоподібними. Найімовірніше, хаос створювався навмисно, у відповідності з наміченим планом передачі влади (всі події розгорталися в Бухаресті, на решті території Румунії було спокійно).
У ті дні, коли відбувалися бої в Бухаресті, справжню «психологічну диверсію» здійснювали ЗМІ, контрольовані новою владою. Безперервно надходили повідомлення про те, що «терористи» атакують той або інший об'єкт, що отруєна вода у столичному водопроводі, що вибухнув атомний реактор в Пітешті тощо. Все було розраховано на те, щоб посіяти паніку.
Після втечі з Бухаресту подружжя Чаушеску дісталося до міста Тирговіште, де їх затримали і доставили в казарму місцевого гарнізону. Сюди 25 грудня 1989 року прибули організатори суду, який швидко засудив Чаушеску та його дружину Єлену до розстрілу. Смертний вирок виконали одразу і Соціалістична Республіка Румунія перестала існувати.
Через кілька днів Бухарест відвідав міністр закордонних справ СРСР Едуард Шеварднадзе, який привітав вбивць із «позбавленням Румунії від тиранії Чаушеску». 28 грудня по телебаченню показали суд над Чаушеску та його розстріл. У кадрі було видно лише обвинувачених, склад військового трибуналу і головний обвинувач жодного разу не були показані.
Вже незабаром після поспішної страти подружжя Чаушеску з'ясувалося, що названа на суді цифра у «шістдесят тисяч загиблих» була надуманою, насправді в ході подій в Румунії загинуло близько 1300 осіб. Влада в країні перейшла до створеного в перші години повстання ФНП, який проголосив повалення авторитарного режиму Чаушеску. Оскільки в Румунії не збереглося будь-якої демократичної традиції, то у ФНП увійшли здебільшого комуністи-реформатори, які запевняли, що не хочуть зберігати колишню партію.
У травні 1990 року лідер ФНП Йон Ілієску був обраний президентом Румунії, а сам ФНП виграв парламентські вибори. Уряд Румунії очолив Петре Роман. До цього часу в країні сформувалася нова політична система, яку закріпила конституція.

### Албанія
Албанія пізніше за інших вступила на шлях реформування суспільства. Початок було покладено на IX пленумі ЦК АПП, що проходив 22-23 січня 1990 року. Делегати прийняли програму з 25 пунктів, які проголосили велику децентралізацію економіки і проведення демократизації політичних та соціальних інститутів. У березні 1991 року перемогу здобула АПП (56%), а її опонент, Демократична партія Албанії (ДПА) отримала 39%. До влади прийшов коаліційний уряд на чолі з Фатосом Нано, який згодом подав у відставку після демонстрацій протесту та страйків. 29 квітня 1991 року Народна Соціалістична Республіка Албанія була перетворена на Республіку Албанія. 3 червня того ж року Албанська партія праці змінила назву на Соціалістичну партію і відмовилась від марксистсько-ленінської спадщини. Менш ніж через рік, у березні 1992 року, перемогу на виборах здобула ДПА, яка сформувала новий уряд на чолі з Александером Мексі і взяла курс на радикальну перебудову економічної системи.

### Югославія
Зміни, що розпочались у Югославії, мали драматичні наслідки для народів, що населяли її. Наприкінці 1989 року під впливом подій у Східній Європі і все більш виразних кризових явищ в самій країні, впоратися з якими традиційними засобами не вдавалося, югославська влада вирішила провести вибори на багатопартійній основі. В тих умовах опиратися таким виборам було вже явним анахронізмом. Крім того, були сподівання, що, давши можливість різним силам відкрито висловити свою мету, завдання і наміри, вони зможуть послабити гостроту політичного протистояння. Спочатку в Словенії, а потім в інших республіках почали утворюватися різні політичні партії, яким після сорока років одноосібного правління СКЮ належало взяти на себе частину відповідальності за подальшу долю федерації. У переважній більшості ці організації виникали на національній основі, деякі вели свій родовід від довоєнних партій.
Так, у Сербії виникли Демократична партія і Сербська радикальна партія, в Хорватії — Хорватська партія права і Хорватська селянська партія, в Македонії — Всемакедонська революційна організація - Демократична партія македонської національної єдності (ВМРО-ДПМНЄ). Зайнялися своєю реорганізацією і республіканські комуністичні партії. В Словенії та Хорватії компартії фактично перейшли на соціал-демократичні позиції і стали називатися Союз комуністів Словенії — Партія демократичного оновлення і Союз комуністів Хорватії — Партія демократичних змін. Рішення про трансформації в соціал-демократичну партію прийняв і Союз комуністів Боснії та Герцеговини. В Сербії після об'єднання республіканського Союзу комуністів із Соціалістичним союзом трудового народу (організація, яка виросла з повоєнного Народного фронту) була утворена Соціалістична партія. А в Чорногорії ще два роки в колишньому вигляді продовжував існувати республіканський Союз комуністів.
Протягом весни-осені 1990 року в СФРЮ пройшли перші багатопартійні вибори. За винятком Сербії та Чорногорії, перемогу на них усюди здобули опозиційні партії.
Наприкінці 1990 року на засіданні Президії СФРЮ було вирішено провести на початку 1991 року переговори представників усіх республік про зміну федеративного устрою країни. Паралельно з переговорами відбувалися двосторонні зустрічі республіканських делегацій. Але всі ці кроки не дали результату, не вдалося узгодити дві концепції. Одну — збереження і оновлення федерації — висували Сербія та Чорногорія. Іншу концепцію — перетворення СФРЮ в конфедерацію — відстоювали Словенія і Хорватія. Проміжну позицію займали Боснія та Герцеговина, а також Македонія. Втім, ідея конфедеративного устрою (вже фактично існуючого в країні) використовувалась її прибічниками лише для того, щоб замаскувати відокремлення від Югославії.
У квітні 1991 року Словенія оповістила, що, згідно з результатами проведеного в республіці плебісциту вона має намір «стати самостійною, суверенною та незалежною державою». Влада Хорватії також заявила, що в разі, якщо не вдасться підписати договір про союз суверенних держав, вони зроблять кроки для виходу зі складу Югославії.
У своїй боротьбі за збереження єдиної держави Сербія (не рахуючи маленької Чорногорії) практично залишалася на самоті. Дії її керівництва пояснювались тим, що, якщо інші народи Югославії при розпаді федерації за існуючими адміністративними кордонами утворювали свої національні держави, то серби опинялися розділеним народом. Близько третини всіх сербів проживали за межами своєї республіки, переважно в Боснії та Герцеговині, а також в Хорватії. Сербія погоджувалась на утворення хорватами і словенцями власних національних держав лише за умови визнання за сербським народом аналогічного права і включення до її складу всіх територій з переважанням сербського населення. Мова йшла про відмову Белграда визнати республіканські кордони як майбутні державні кордони.
Таким чином, мета Сербії, з одного боку, і Словенії та Хорватії, з іншого, була протилежною. Ніхто з них не збирався йти на компроміс, в політиці та у засобах масової інформації республік безроздільно панували націоналістичні настрої.
Майбутнє Югославії залежало насамперед від стану відносин, які складалися між Сербією, Хорватією і Боснією та Герцеговиною. Саме по осі Белград - Сараєво - Загреб і виникло основне протистояння після поразки комуністів на перших альтернативних виборах і приходу до влади в республіках сепаратистськи налаштованих лідерів.
Розпад СФРЮ розпочався 25 червня 1991 року, коли парламенти Словенії та Хорватії в односторонньому порядку проголосили свою незалежність, і югославська армія була направлена в ці республіки для забезпечення порядку, однак у Словенії колони ЮНА були розгромлені на марші словенськими територіальними військами. 7 липня короткострокові воєнні дії були припинені під тиском зарубіжних держав. У результаті досягнутої угоди югославські війська виводились зі Словенії та Хорватії, а ці республіки погоджувалися на тримісячний мораторій на проголошення незалежності.
У 1991 році Словенія та Хорватія стали незалежними державами; в Хорватії розпочалась війна між урядом та сербами, які не захотіли відокремлюватись від Югославії і оголосили про створення самостійної держави — Сербської Країни. 8 вересня того ж року проголосила незалежність Північна Македонія, а у квітні 1992 року — Боснія та Герцеговина. 27 квітня 1992 року Сербія та Чорногорія ввели в дію нову конституцію, яка закріпила створення нової держави — Союзної Республіки Югославія.

## Наслідки
Прихід до влади в країнах Центральної та Східної Європи прозахідних сил призвів до руйнування сфери впливу СРСР і різкої зміни балансу сил в Європі та в світі. На саміті на Мальті 3 грудня 1989 року лідери США та СРСР оголосили про закінчення холодної війни. У липні 1990 року канцлер об'єднаної Німеччини Гельмут Коль звернувся до Михайла Горбачова з пропозиціями зняти заперечення щодо входження об'єднаної Німеччини в НАТО в обмін на економічну допомогу. У листопаді 1990 року на саміті в Парижі, фактично, було оголошено про закінчення холодної війни.
1 липня 1991 року на зустрічі в Празі офіційно розпущена Організація Варшавського договору. На саміті в того ж місяця Джордж Буш (старший) і Михайло Горбачов оголосили про радянсько-американське стратегічне партнерство. Президент США особливо відзначив сприяння СРСР, виявлене під час війни в Перській затоці.
Як згодом стверджував Михайло Горбачов, згода СРСР на об'єднання Німеччини була надана в обмін на обіцянку, що країни Східної Європи не будуть включені до складу НАТО. Західні держави відкидають факт такої обіцянки.
Договір шести держав — ФРН, НДР, США, СРСР, Великої Британії та Франції — від 12 вересня 1990 року остаточно ліквідував ялтинсько-потсдамську систему міжнародних відносин. Руйнування повоєнного устрою в Європі мало значні наслідки: воно не тільки призвело до руйнації системи союзів країн Східної Європи, а й стало однією з причин розпаду СРСР.

## Ідейне продовження комунізму

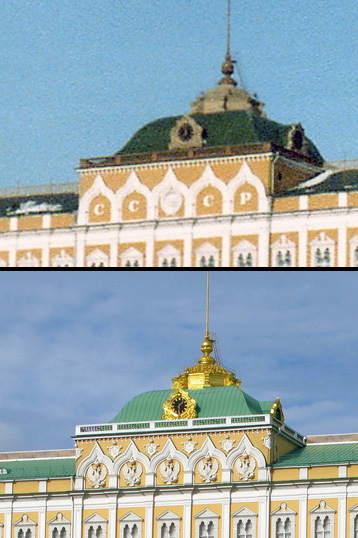
Після розпаду СРСР у 1991 фасад Великого Кремлівського палацу було відновлено до первісного вигляду. Державний Герб СРСР і вбудовані літери, що утворюють (CCCP), були видалені та замінені п'ятьма російськими двоголовими орлами. У реставрації герба над орлами були розміщені території Російської імперії.

Станом на 2008 майже половина росіян сприймала Сталіна позитивно, і багато хто підтримував відновлення раніше демонтованих пам'ятників.
У 1992 уряд президента Єльцина запросив Володимира Буковського стати експертом для дачі свідків у Конституційному суді Росії у справі КПРС, де комуністи судилися з Єльциним за заборону їхньої партії. Справа відповідача полягала в тому, що сама КПРС була неконституційною організацією. Щоб підготуватися до своїх свідчень, Буковський запросив і отримав доступ до великої кількості документів із радянських архівів, реорганізованих на той час у ЦХСД. Використовуючи невеликий портативний сканер і портативний комп’ютер, йому вдалося таємно відсканувати багато документів, деякі з яких мали високий рівень безпеки, у тому числі звіти КДБ до ЦК, і контрабандою переправити файли на Захід.

## Інтерпретації
Події багатьох застали зненацька. До 1991 багато хто вважав, що розпад Радянського Союзу неможливий.